# Thụy Trình
Thụy Trình là một xã thuộc huyện Thái Thụy, tỉnh Thái Bình, Việt Nam.
Xã có diện tích 6,08 km², dân số năm 1999 là 6926 người, mật độ dân số đạt 1139 người/km².
Đây là địa phương có dự án Đường cao tốc Ninh Bình – Hải Phòng đi qua.